# Josep Callau i Nogués

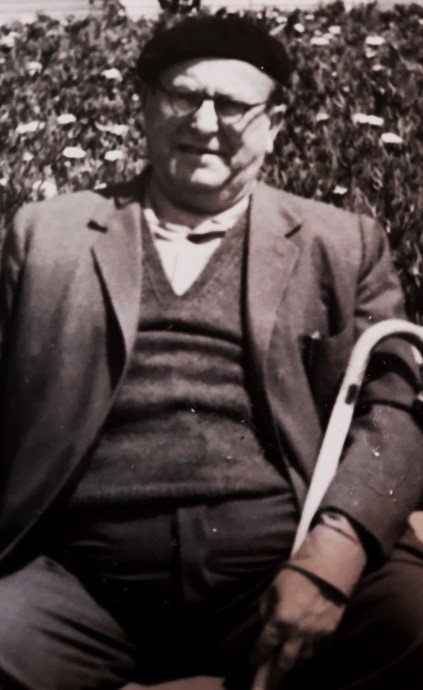
El poeta Josep Callau i Nogués

Josep Callau i Nogués (Tivissa, 13 de juliol de 1901- Hospitalet de Llobregat, 1976) va ser un escriptor tivissà provinent d'una família humil i pagesa. Va estar tota la vida condicionat per una malaltia a la vista que el va acabar deixant cec.
El seu fons personal ha estat ingressat a l'Arxiu Comarcal de la Ribera d'Ebre (ACRE), fet que ha permès anar coneixent millor la seva vida i obra.

## Biografia
Josep Callau i Nogués naix a Tivissa el 13 de juliol de 1901. El seu pare era un pagès analfabet i, per tant, va ser la seua mare qui li va ensenyar a llegir i a escriure.Vingué al món amb una malaltia congènita a la vista, que, durant la vida, el conduiria cap a una ceguesa total. Als quinze anys va tenir una xicota anomenada Virgen, que va morir; un fet que el va afectar profundament.
El 1935 va conèixer una dona anomenada Leoncia, que servia a casa la Pubilla del poble de Tivissa, amb la qual es va prometre el 1936 i es van casar el 1939 després de la Guerra Civil Espanyola. La parella, que es va casar a l'avançada edat de quaranta anys, va tindre dues filles anomenades Antonieta Callau Guillomia, que va nàixer l'11 de febrer de 1941, i Rosa Maria Callau Guillomia, que va nàixer el 21 d'octubre de [1944. La família portava una vida discreta: quasi ningú volia cridar l'atenció en aquells temps.
Passava força estones llegint autors com Mossèn Cinto i Folch i Torres, els quals serien els seus principals fonts d'inspiració. El 1954 va arribar un punt d'inflexió substancial en la vida de l'autor: la família va decidir, empesos per la necessitat econòmica que havia originat la ceguesa de l'escriptor, traslladar-se a Reus. Allí va obtenir el carnet d'afiliat a l'ONCE com a venedor de cupons en aquesta ciutat. Va ser un canvi dràstic i forçat de vida, ja que estava molt vinculat a la seva terra i no desitjava allunyar-se de Tivissa.
La seua vellesa es va veure marcada per una ceguesa que, amb el pas dels anys, s'havia accentuat i la inexorable dependència que aquesta condició comporta. Va morir l'any 1976 a l'edat, doncs, de 75 anys a la ciutat de l'Hospitalet de Llobregat, on és enterrat.

## Obra
Josep Callau fou un autor que va restar força arrelat a la vida de Tivissa i la seua comarca. Es va inspirar en autors com Jacint Verdaguer, i diversificà l'obra amb escrits tant en prosa com en poesia.
L'obra de Callau ha estat molt poc estudiada, tot i que el seu últim llibre anomenat Mal Voretgaudeix d'un estil literari elaborat, juntament amb figures retòriques de gran transcendència. S'inclou el poema titulat "l'Aiguat", el qual narra al·legòricament un poderós temporal que va castigar tota la zona de Tivissa i les seues muntanyes.
Als divuit anys va començar a compondre els primers versos (1919) en paratges com la Mola o la Pregonella. El 1924 es localitza el seu primer recull d'escrits i poesies titulat "Flors tivissanes" (Poesies). Sempre va gaudir d'una gran passió per la poesia, la música o el teatre. El 1925 va fer teatre amb la colla del Patronat. L'any 1929 va escriure "L'ocell engabiat", un poema que tracta sobre el disgust que li provocava la seva ceguesa metafòricament:
| « | Canta el trist ocell dintre de la gàbia canta el seu enyor de llarga volada, l'enyor de jugar com abans jugava, l'enyor de fer el niu dalt de la muntanya.. | » |

Cal ressenyar l'amistat amb Lluís Brull i Cedó, a qui portava la seva obra per tal que li oferís la seva opinió, com activista cultural del moment. Va publicar per primer cop el 1927 a la revista quinzenal Tivissa. Es va estrenar amb un sonet titulat “Dolça Quietud” (1927) i, més tard, va continuar publicant en gairebé tots els números.
Al 1931 va publicar a la revista “La Riuada” de Móra d'Ebre d'on surt un escrit titulat "Entre terrosos". El 1934 va compondre l'obra dramàtica, constituïda per tres actes, titulada Victor Floria. Més tard, ressalta l'obra "Calaix de Sastre" sortida en dues entregues dos entregues, la primera, entre els anys 1941 i el 1946, que és una recopilació de poemes i la segona, que se situa entre els anys 1947 i 1953, com un conjunt de poemes i escrits. L'única novel·la inèdita que va escriure, titulada "Dotze mesos de vida rural", tractaria el tema de la vida als pobles petits i rústics.
Entre els anys 1950 i 1960 va publicar "Figures retrospectives", que és un recull de poemes relacionats amb els vells oficis. Més endavant, l'any 1954 va començar a escriure l'obra versificada "Els gegants de Tivissa" que va acabar el 1962. Al cap d'uns anys va sortir a la llum una biografia anomenada "Pinzellades", on ens va descrivint la seva vida mitjançant poemes i escrits (1963- 1964).

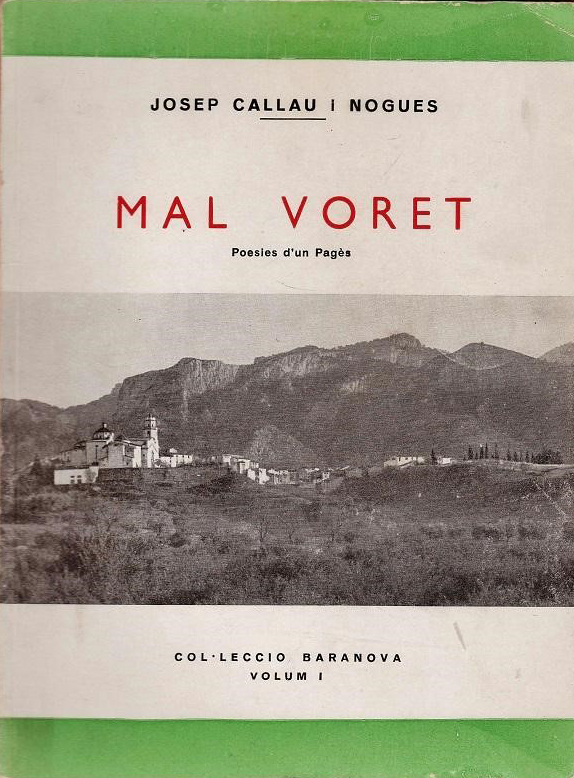

El 1965, quan tenia 64 anys, va escriure una altra recopilació de versos titulada Clarors de posta. L'any 1973,quan ell tenia ja l'edat de 72 anys, va publicar el seu llibre de poemes més excels i famós conegut amb el nom de "Mal voret".
En aquests versos del poema titulat “Comiat” descriu, de manera molt sintetitzada, els seus assoliments literaris i comenta la visió que tenia de la vida:
| « | En quatre pinzellades, de ma vida, us he contat el més interessant: ha estat feixuga i llarga junyida... ço que hi ha per llaurar no ho serà tant!Em l legireu, o no? Si flor marcida mon record, lentament, se us va tornant, no perdreu gaire temps en la llegida i els meus escrits ben poc que us serviran. | » |